# Michal Koudelka
Michal Koudelka (* 1965) je český zpravodajec, od srpna 2016 ředitel Bezpečnostní informační služby (BIS), přičemž od srpna 2021 do února 2022 byl vedením BIS pouze pověřený.

## Život
Vystudoval Gymnázium Na Zatlance a následně Fakultu stavební Českého vysokého učení technického v Praze. Školu dokončil v roce 1989 a dva roky pracoval v Projektové a inženýrské organizaci kultury. Je ženatý a má dvě děti.

## Kariéra
V dubnu 1991 odešel na vojnu a o rok později nastoupil do Federální bezpečnostní informační služby. Po rozpadu Československa v roce 1992 se stal příslušníkem Bezpečnostní informační služby (BIS), kde působil v odboru boje proti terorismu, poté však požádal o přeložení na odbor kontrašpionáže, který od začátku roku 2006 až do svého jmenování ředitelem BIS vedl. Nebyl členem KSČ, má prověrku na stupeň přísně tajné. Absolvoval dva zpravodajské výcviky u britské tajné služby MI6 a jeden zpravodajský výcvik u kanadské kontrarozvědky CSIS. Domluví se anglicky a rusky.
V polovině roku 2016 jej navrhl premiér Bohuslav Sobotka na post ředitele Bezpečnostní informační služby poté, co stávající šéf BIS Jiří Lang oznámil, že chce ve své funkci skončit. Dne 14. července 2016 doporučil vládě jeho jmenování jednomyslně i Výbor pro bezpečnost Poslanecké sněmovny PČR. Vládou České republiky byl jmenován 27. července 2016 a úřadu ředitele se ujal 15. srpna 2016, kdy vystřídal Jiřího Langa.
V květnu 2018 byl Michal Koudelka poprvé navržen vládou na povýšení do generálské hodnosti. Podle tehdejšího ministra zahraničních věcí Martina Stropnického by všichni šéfové českých tajných služeb měli mít nejvyšší hodnost, aby se jim lépe jednalo se zahraničními partnery, kde jsou takové hodnosti běžné. Prezident Miloš Zeman ředitele Bezpečnostní informační služby generálem nejmenoval, přestože předtím povýšení šéfa BIS slíbil premiéru Andreji Babišovi. Podle anonymních zdrojů mohla být důvodem zpráva BIS o novičoku a její role při vyhoštění tří zaměstnanců ruské ambasády. Ondřej Kundra z časopisu Respekt si myslí, že Zemanovi muži se mohli cítit Koudelkovou BIS ohroženi, protože Koudelka v kontrarozvědce vedl deset let kontrašpionáž, která se zaměřovala na Rusko a Čínu. Vláda navrhla Koudelkovo jmenování do generálské hodnosti opakovaně i při dalších příležitostech, ale ani v říjnu 2018, v květnu 2019, v říjnu 2019, v říjnu 2020, v květnu 2021 a v květnu 2022 se svým návrhem u prezidenta Zemana neuspěla. Zeman dlouhodobě kritizuje práci Koudelkou vedené BIS, která podle jeho názoru ignoruje hrozbu islámského terorismu v Česku a včas neodhalila činnost pražského imáma Sámera Shehadeha, místopředsedy Muslimské obce v Praze, který byl obviněn z podpory terorismu. Činnost Koudelky a BIS Zeman kritizoval i při dalších příležitostech, naopak premiér Andrej Babiš uvedl, že má na ředitele a celou službu dlouhodobě odlišný názor než prezident. Podle něj Koudelka „dělá svou práci dobře“.
Koudelka má dobré vztahy s tajnými službami Turecka a osobně se zná s šéfem turecké Národní zpravodajské organizace. Tyto kontakty pomohly během propuštění Markéty Všelichové a Miroslava Farkase, kteří byli v roce 2017 v Turecku odsouzeni k více než šesti letům vězení za spolupráci s kurdskými milicemi v Rojavě, které na severu Sýrie válčily s Islámským státem.
V polovině srpna 2021 mu vypršel řádný pětiletý mandát ve funkci ředitele BIS. Druhá Babišova vláda však o prodloužení Koudelkova mandátu či jmenování nového řádného ředitele nerozhodla, pouze Koudelku pověřila řízením BIS s tím, že o novém řediteli má rozhodnout vláda, která vzejde z voleb do Poslanecké sněmovny PČR v říjnu 2021. Ústavní právník Jan Kysela označil Koudelkovo pověření za obcházení zákonných procedur, možná i porušení zákona, neboť ten o pověřování řízení BIS nehovoří. V lednu 2022 jej nový premiér ČR Petr Fiala navrhl na post ředitele Bezpečnostní informační služby pro druhé funkční období, na začátku února 2022 doporučil vládě jeho jmenování i bezpečnostní výbor Poslanecké sněmovny PČR, a to 11 hlasy z celkem 12 hlasů. Vláda České republiky následně Koudelku opětovně jmenovala řádným ředitelem BIS, a to s účinností od 15. února 2022.
V dubnu 2023 Fialova vláda opět navrhla jmenovat Koudelku do hodnosti brigádního generála. Prezident Petr Pavel návrhu vyhověl a 8. května 2023 jej jmenoval brigádním generálem. O rok později týž den byl pak prezidentem Pavlem povýšen do hodnosti generálmajora. Vláda Petra Fialy podpořila návrh na jmenování Koudelky do hodnosti generálporučíka, 8. května 2025 byl prezidentem Pavlem jmenován generálporučíkem.

## Ocenění
V březnu 2019 Koudelka obdržel Tenetovu cenu za zahraniční spolupráci, která je pojmenovaná po Georgi Tenetovi, jenž byl ředitelem CIA v době útoků 11. září 2001 a války v Iráku. Koudelka k tomu uvedl: „Toto nejvýznamnější ocenění, které CIA dává, beru nejen jako ocenění své práce, ale především jako ocenění práce BIS.“
Předseda horní sněmovny Parlamentu České republiky Miloš Vystrčil předal 28. září 2021 Koudelkovi stříbrnou medaili „za vytrvalou službu vlasti za všech okolností“.

## Názory
Koudelka pravidelně varuje před hrozbami ze strany Ruska a Číny. Podle Koudelky se ruské tajné služby snaží „zničit EU a NATO. Pokud chtějí zničit tyto dvě instituce, chtějí zničit i Česko, jež je jejich součástí.“ Číňané se podle Koudelky zajímají o „vojensko-technologické informace a snaží se ovlivňovat českou politickou scénu.“ Koudelka také varoval před příslušníky čínské menšiny v Česku, které se snaží využívat čínská tajná služba.
Koudelka varoval před prosovětskou interpretací moderních dějin na českých školách. Kvůli výuce historie na školách se s Koudelkou sešel ministr školství Robert Plaga. Podle výroční zprávy BIS za rok 2017 je vliv sovětské verze moderních dějin a proruského panslovanství na výuku historie, českého jazyka a literatury součástí ruské hybridní strategie. Historici a učitelé tento výrok odmítli. Koudelka posléze přiznal, že formulace sdělení ve výroční zprávě nebyla „příliš šťastná“, byť jeho „podstata […] byla jasná“. Zároveň uvedl, že po zveřejnění komentáře začala na BIS útočit kampaň, kterou podle něj začaly proruské dezinformační weby.
Na bezpečnostní konferenci ve Sněmovně v říjnu 2019 prohlásil, že díky porážce Islámského státu a také z důvodu nižšího počtu nově příchozích uprchlíků se bezpečnostní situace v Evropě zlepšila a ubylo teroristických útoků. Dále uvedl, že muslimská komunita v Česku není radikalizovaná, evropská migrační krize se nás týká pouze okrajově, protože Česko není cílovou zemí pro migranty, a v zemi bezprostředně nehrozí teroristické útoky. Hlavním dlouhodobým rizikem jsou podle Koudelky aktivity ruských a čínských zpravodajských služeb.